# Albert Jansson
Karl Albert Jansson, född 20 oktober 1904 i Forshaga, Grava församling, död 1978 i Forshaga församling, var en svensk folkskollärare och författare.
Jansson, som var son till fabriksarbetare Jan Gustaf Andreasson och Britta Magnusson, avlade folkskollärarexamen 1927 och var verksam som lärare i Forshaga skoldistrikt i 48 år. Han skrev främst hembygdslitteratur, men författade även ett skönlitterärt verk, Rallarrosor, som utgavs 1979.